# 7844 Horikawa
7844 Horikawa è un asteroide della fascia principale. Scoperto nel 1995, presenta un'orbita caratterizzata da un semiasse maggiore pari a 2,5732645 UA e da un'eccentricità di 0,2732861, inclinata di 2,62313° rispetto all'eclittica.